# Ewing Marion Kauffman Foundation
A Ewing Marion Kauffman Foundation (Fundação Kauffman) é uma fundação sem fins lucrativos com sede em Kansas City, Missouri.

## Visão geral
Com uma base de ativos de US $2 bilhões, a Fundação Kauffman afirma que, sua visão é promover "uma sociedade de indivíduos economicamente independentes, que são os cidadãos envolvidos, contribuindo para a melhoria de suas comunidades" . Ele se concentra sua concessão em fabricação e operações em duas áreas: avanço do empreendedorismo e melhorar a educação das crianças e jovens. Fundada em meados dos anos 1960 pelo empresário e filantropo Ewing Marion Kauffman, fundador da Marion Laboratories, a Fundação Kauffman é a maior fundação da América  que se concentrar em empreendedorismo. Benno C. Schmidt, Jr. atuou como presidente interino e CEO desde o ex-presidente Carl Schramm que se aposentou no final de 2011.
No empreendedorismo, a fundação trabalha em todo o país para promover uma sociedade mais empreendedora com a criação de emprego, inovação e economia próspera. Associados da Fundação Kauffman trabalham com educadores, pesquisadores e outros parceiros para entender o impacto econômico do empreendedorismo, treinar a próxima geração de líderes empresariais, desenvolver e divulgar programas que melhorem as competências empresariais e habilidades, melhorar o ambiente em que os empresários começam e ajudar no crescimento de empresas.
Na educação, a fundação trabalha para melhorar o desempenho acadêmico de crianças desfavorecidas, particularmente no núcleo urbano de Kansas City. Associados da fundação trabalham com parceiros para apoiar programas que impactam diretamente o desempenho acadêmico de uma criança, com um foco concentrado em habilidades de matemática, ciências, engenharia e tecnologia. Através de uma iniciativa global de dez anos para melhorar significativamente o ensino de matemática e ciência na Grande Kansas City, a Fundação Kauffman espera ajudar a criar um modelo nacional para o modo de preparar a próxima geração de empresários e trabalhadores necessários nos Estados Unidos.

## Empreendedorismo
A Fundação Kauffman procura entender melhor o fenômeno do empreendedorismo, para fazer avançar os esforços de educação e de formação empresarial, para promover políticas favoráveis ao empreendedorismo e para facilitar a comercialização de novas tecnologias por empresários que mostram a promessa de melhorar o bem-estar econômico dos Estados Unidos.

### Principais iniciativas
- O Programa Global de Estudiosos Kauffman promove empreendedorismo internacional por imersão dos  principais jovens empreendedores de todo o mundo na cultura empresarial da América.

- A iniciativa Kauffman Campus busca transformar a maneira como as faculdades e universidades disponibilizam educação empresarial em seus campus, permitindo que qualquer estudante, independentemente da area de estudo, tenha acesso à formação empreendedora.

- FastTrac é um programa prático, trabalha em desenvolvimento de negócios projetados para ajudar os empresários a aprimorar as habilidades necessárias para criar, gerir e fazer crescer um negócio bem sucedido.

- A fundação originou o Programa Kauffman Fellows para capitalistas de risco, promovendo o crescimento do investimento em inovação global.

## Educação
Ewing Kauffman acredita que os investimentos em educação devem levar os alunos em um caminho para a auto-suficiência, preparando-os para manter empregos bem remunerados, criar suas famílias, e se tornarem cidadãos produtivos. Os programas de educação de jovens apoiados pela Fundação Kauffman se concentram em avançar o desempenho dos alunos em matemática, engenharia, tecnologia e ciência. A fundação também espera introduzir os alunos ao empreendedorismo e explorar o futuro da aprendizagem.

### Principais iniciativas
- FIRST Robotics tem incentivado um número recorde de estudantes do ensino médio em Kansas City para aplicar os princípios de matemática e na ciência de projetar, montar e testar robôs capazes de executar tarefas específicas.

- Hot Shot de Negócios é um jogo de simulação de Internet que dá a meninos e meninas a oportunidade de gerir uma empresa em Opportunity City na Disney.com.

- Programa Kauffman Laboratório de Educação de Risco  fornece educação, orientação e experiências do mundo real para aumentar o potencial de sucesso de fundar empresas de educação.[4]

- Kauffman Scholars é um multi-ano, dos programas escolares que apoia o desenvolvimento acadêmico, social e emocional dos alunos de baixa renda para aumentar suas chances de sucesso pós ensino médio.

## Pesquisa e política
Para desenvolver programas efetivos e ajudar a informar sobre a política que vai auxiliar no avanço do empreendedorismo e a educação, iniciativas de pesquisa da Fundação Kauffman são projetados para fornecer uma compreensão do que impulsiona a inovação e o crescimento econômico mais amplo e profundo.
A fundação publica, o Índice de Atividade Empreendedora Kauffman, são um dos principais indicadores de criação de novos negócios nos Estados Unidos.
Em maio de 2012, a fundação publicou um relatório sobre o desempenho do capital de risco mostrando que, os retornos de capital não superaram significativamente o mercado público desde a década de 1990, e que "o fundo de média de capital de risco não retornou ao investidor após honorários".
Em 2009, com o apoio da Fundação Kauffman, o professor Vivek Wadhwa realizou um estudo sobre o impacto de empresários estrangeiros e as políticas restritivas de visto sobre a economia americana, mostrando que em 25% das empresas de ciência e tecnologia dos Estados Unidos fundada entre 1995 e 2005, o executivo-chefe ou tecnólogo era estrangeiro (a proporção é de 52% no Vale do Silício), e que, em 2005, essas empresas geraram US $52 bilhões em receita e empregaram 450 mil trabalhadores.

## Avançando inovação
A Fundação Kauffman acredita que mais pode ser feito de forma rápida e eficiente comercializar inovações desenvolvidas por pesquisadores da universidade. Fundações associadas estudam as razões que o sistema não é mais produtivo, o trabalho com as universidades, filantrópicos e indústrias para garantir maior produção e, finalmente, crescer o número de tecnologias baseadas em universitários que se tornam produtos e serviços inovadores.

### Principais iniciativas
- A Rede iBridge fornece acesso a pesquisa universitária e inovações para representantes da indústria, empresários e pesquisadores de outras universidades.
- StudentBusinesses.com foi adquirida da Campus Venture Network em 2009 para melhorar a suíte de Kauffman de serviços para as universidades e competições de planos de negócios.

### Parcerias
- Em fevereiro de 2011, a Fundação Ewing Marion Kauffman parceria com TechStars. A Fundação TechStars forneceu US $200.000 em financiamento para construir softwares utilizados pela Rede TechStars. Este irá para a construção e gestão de um sistema de tratamento e acompanhamento de pedidos unificada para programas aceleradores de sementes, dezenas de que fazem parte da Rede TechStars.[6]

## Na mídia
- Interview with Judith Cone, vice president of emerging strategies for the Kauffman Foundation, on The BusinessMakers Show January 24, 2009.
- Profile of Thomas Whitfield, Kauffman Global Scholar 2009